# Irina Knorring
Irina Nikolaïevna Knorring (en russe : Ири́на Никола́евна Кно́рринг), née le 29 avril 1906 dans le gouvernement de Samara, dans l'Empire russe, et morte le 23 janvier 1943 à Paris 12e, est une poétesse russe de la première vague de l'émigration. 

## Biographie

### Enfance
Irina Knorring est née le 29 avril 1906 dans le village d'Iechalkan dans le gouvernement de Samara, dans le domaine de sa famille. Son père, Nikolaï Knorring (ru), issu de la lignée noble von Knorring, est conseiller d'État (ru), directeur de lycée, membre du parti cadet, historien et professeur. Sa mère Maria Vladimirovna (née Chtcheptilnikova) est la fille d'un conseiller d'État. 
À la naissance d'Irina, ses parents sont encore étudiants : Maria Vladimirovna étudie aux Cours supérieurs féminins et Nikolaï à la faculté d'histoire et de philologie de l'université de Moscou. Après avoir terminé la faculté, Nikolaï Knorring est envoyé à Kharkov comme directeur du lycée. Sa famille le suit rapidement, tout en revenant chaque été à Ielchanka. À l'âge de quatre ans, Irina apprend à lire et à écrire, et à huit ans, elle commence à écrire des poèmes.
En 1914, Irina entre au lycée de jeunes filles Pokrovskaya à Kharkiv. En 1919, le lycée est réquisitionné, et Irina et sa mère fuient à Rostov-sur-le-Don, rejointes par Nikolaï Knorring. La famille se rend ensuite à Touapsé, et de là, en Crimée, où Nikolaï Knorring est évacué est évacué en tant que secrétaire du journal La Terre («Земля»), l'organe de l'état-major de l'armée Wrangel. En Crimée, Nikolaï Knorring exerce à l'université de Tauride (ru), donne de nombreuses conférences, et travaille à la bibliothèque de l'université. À Sébastopol, il devient professeur d'histoire à l'école de la marine. 

### En émigration
Les Knorring quittent la Russie le 13 novembre 1920, sur le cuirassé Général Alekseïev. À Constantinople, les civils (dont Maria Vladimirovna et Irina Knorring) sont transférés sur le paquebot Grand-duc Constantin. La flotte de la Mer Noire rejoint Bizerte pendant l'hiver 1920-1921. Irina  et ses parents  s'installent à Sfaiat. Nikolaï Knorring enseigne l'histoire de la culture russe à l'école du corps de marine, basée sur le cuirassé Georges le Victorieux, et Irina y étudie, jusqu'à son baccalauréat en 1924,.
En mai 1925, la famille Knorring s'installe en France et vit dans la pauvreté. Irina suit des cours de français et les conférences de l'université populaire russe et de la faculté d'histoire et de lettres de la Sorbonne ; elle étudie à l'institut franco-russe des sciences sociales et de la société et assiste aux réunions de l'Union des jeunes poètes et écrivains, que fréquentent Vladislav Khodassevitch, Marina Tsvetaïeva,  S. Ходасевич, M. Tsvetaeva avec son mari Sergueï Efron, Gueorgui Adamovitch, Gueorgui Ivanov et Irina Odoevtseva, Mark Aldanov, Mikhaïl Tsetline (Amari) (ru), Nina Berberova et Mark Slonim.
À l'automne 1926, Irina fait connaissance avec le poète Iouri Sofiev (ru). Elle apprend en 1927, qu'elle est atteinte d'un diabète. Les deux jeunes gens se marient le 20 janvier 1928, mais Irina continue de signer ses poèmes du nom de Knorring. Leur fis Igor naît le 19 avril 1929.
Ses premiers poèmes sont publiés alors qu'elle est encore en Tunisie. Ils paraissent ensuite dans les journaux et revues de l'émigration russe : Les années, («Годы»), Limites («Грани»), Le maillon («Звено»), La nouvelle parole russe («Новое русское слово»), La nouvelle revue («Новый журнал»), Les carillons «Перезвоны», Les dernières nouvelles («Последние новости»), La Russie et le monde slave («Россия и славянство»), Billets russes («Русские записки»), En nos chemins («Своими путями»), Les années d'études («Студенческие годы»), Éos («Эос»). Un premier recueil, Vers sur soi («Стихи о себе») paraît en 1931, suivi en 1939, peu de temps avant la guerre, du second, Fenêtre sur le Nord («Окна на Север»).
Bien qu'elle continue à écrire jusqu'aux derniers mois de sa vie, elle se retire de la vie littéraire et sociale. Elle tient un journal de 1917 à 1940, qu'elle a appelé Le récit de ma propre vie ( «Повесть из собственной жизни»).
Au début de la Seconde Guerre mondiale, Iouri Sofiev est mobilisé dans l'armée française. Après l'armistice, il revient à Paris, participe à la Résistance, et héberge chez lui des juifs et réfugiés des camps de prisonniers de guerre soviétiques.
Irina Knorring meurt du diabète le 23 janvier 1943. Elle est enterrée au cimetière d'Ivry, près de Paris. Ses cendres sont transférées le 7 décembre 1965 au cimetière de Sainte-Geneviève de Bois.
Iouri Sofiev part en 1943 en Allemagne au titre du STO. Il revient en France à la libération, puis part en 1955 en URSS avec son fils et sa bru, Nadejda Tchernova, où ils résident à Alma-Ata.

## Œuvre
Outre les deux recueils Vers sur soi et Fenêtre sur le Nord, publiés de son vivant, un troisième recueil posthume d'Irina Knorring, Après tout («После всего») a été publié par son père à Paris en 1949. 7 poèmes paraissent en 1962 dans la revue L'espace («Простор») à Alma-Ata, première publication de ses vers en Union soviétique, ainsi qu'un autre recueil, Nouveaux poèmes («Новые стихи») en 1967. Des poèmes d'Irina Knorring figurent également dans les  anthologies de la poésie russe à l'étranger L'Ancre («Якорь»), À l'Ouest («На Западе»), et La Muse de la diaspora («Муза диаспоры»).
Selon Wolfgang Kasack : 

« La poésie de Knorring présente un caractère très personnel, et le plus important y est le thème de l'amour et de la mort. Elle utilise des images bibliques, mais elle se refuse à inclure l'attente de la mort dans un espace spirituel temporel. Elle parle du sens des questions morales, de la nécessité d'accepter son destin et se remémore constamment son amour pour son fils et son mari. »

Anna Akhmatova écrivait elle-même le 18 février 1962 :

« De par leur qualité et leur maitrise si élevée, et même inattendue chez un poète si détaché de la langue poétique, les vers d'Irina Knorring devaient voir le jour. Elle trouve des mots, auxquels il est impossible de ne pas croire. Elle étouffe et s'ennuie à l'Ouest. Pour elle, le destin du poète est lié au destin de la patrie, lointaine, et déjà, peut-être, en partie incomprise. Ce sont des vers simples, bons et honnêtes. »

Le journal intime d'Irina Knorring, conservé et dactylographié par son père et Nadejda Tchernova sera finalement publié à Moscou en deux tomes, en 2009 et 2013. 

## Publications
- (ru) Стихи о себе [« Vers sur soi »], Paris,‎ 1931 (lire en ligne) ;
- (ru) Окна на Север [« Fenêtre sur le Nord »], Paris,‎ 1939 ;
- (ru) После всего [« Après tout »], Paris,‎ 1949 ;
- (ru) Сборник стихов [« Recueil de vers »], Almaty,‎ 1963 ;
- (ru) Новые стихи [« Nouveaux vers »]  (préf. А. Жовтис (A. Jovtis)), Almaty,‎ 1967 (lire en ligne) ;
- (ru) Повесть из собственной жизни. Дневник [« Récit de ma propre vie. Journal »], Moscou, Аграф,‎ 2009-2013, 605 p. (ISBN 978-5-7784-0366-6 et 978-5-7784-0434-2).